# Blesme
Blesme település Franciaországban, Marne megyében. Lakosainak száma 197 fő (2022. január 1.). Blesme Bignicourt-sur-Saulx, Le Buisson, Dompremy, Haussignémont, Maurupt-le-Montois, Ponthion, Saint-Lumier-la-Populeuse és Scrupt községekkel határos.

## Népesség
A település népességének változása:
| Lakosok száma | 249  | 195  | 192  | 166  | 212  | 221  | 214  | 202  | 199  | 197  |
|               | 1968 | 1982 | 1990 | 2006 | 2013 | 2015 | 2017 | 2019 | 2020 | 2022 |